# Tipula specularis
Tipula specularis är en tvåvingeart som beskrevs av Alexander 1961. Tipula specularis ingår i släktet Tipula och familjen storharkrankar. Inga underarter finns listade i Catalogue of Life.